# Марк Аврелий Котта (эдил)
Марк Авре́лий Ко́тта (лат. Marcus Aurelius Cotta; умер в 200 году до н. э.) — римский политический деятель из плебейского рода Аврелиев, плебейский эдил в 216 году до н. э. В 212 году до н. э. он распоряжался в Путеолах, в 204 году до н. э. был избран децемвиром священнодействий вместо умершего Марка Помпония Матона. В 203 году до н. э. Котта стал одним из послов (наряду с Гаем Теренцием Варроном и Гаем Мамилием), отправившихся в Македонию, чтобы заявить царю Филиппу V протест в связи с его нападениями на греческих союзников Рима и оказанием помощи Карфагену.
В 201 году до н. э., накануне войны с Македонией, Котта встретился с высадившимся на Балканах пропретором Марком Валерием Левином и рассказал ему о военных приготовлениях Филиппа. Вскоре после этого Марк Аврелий умер (200 год до н. э.).